# 鸛 (法老)
法老鸛是前王朝時期的統治者。大多數現代學者懷疑他是否存在。
由於缺乏考古證據和書面記錄，人們對他的統治知之甚少。他統治的日期和地理範圍尚不清楚。儘管他使用鸛象形文字來表示自己，但他的真實姓名未知。